# SSC North America
SSC North America (anteriormente como Shelby SuperCars) é uma fábrica de carros fundada por Jerod Shelby em 1999 nos EUA. É uma empresa com sede em West Richland, Washington. Especializou-se na produção de supercarros. Entre os carros que se produziram destaca-se o SSC Aero, equipado com DUPLO TURBO, V8.  Possui um motor de  6350cc, o que o tornou no veiculo de produção mais potente do mundo em 2007, título esse que perdeu em junho de 2010 para o Bugatti Veyron Supersport.